# Halcón: Revista de Cultura Griega
Halcón: Revista de Cultura Griega o Ιέραξ (Hierax) fue una revista publicada por la asociación helenista Jakintza Baitha y financiada por la caja de ahorros Bilbao Bizkaia Kutxa. Sus principales impulsores fueron el político Juan José Pujana (1943-2022) y el escritor Federico Krutwig (1921-1998).
Pujana había sido miembro del Consejo General Vasco (1978-1980) con el PNV, presidente del Parlamento Vasco (1980-1984), así como senador con EA (1987-1991), partido político escindido del primero en 1986. En lo que se refiere a su helenismo, había traducido al vascuence a Teofrastos y a Platón, labor traductora que ha seguido desempeñando hasta el día de hoy.
Krutwig, por su parte, era a la sazón académico de la lengua vasca desde 1947, miembro de ETA entre 1967 y 1975 y presidente de la mencionada asociación helenista desde 1985. En Grecia era una persona conocida en los círculos de estudios clásicos, más aún que en la propia España. Ostentaba el Premio Homero del año 1989 y las medalla de honor de las ciudades griegas de Delfos, Kavala y Olimpia. Así mismo, era socio académico de la romana Accademia Internazionalde di Propaganda Culturale y presidente de honor del ateniense International Scientific Forum, entre otros méritos.
De 1993 a 1995 fueron editados cuatro números que, tal y cómo indica la cabecera de la revista, estaban dedicados principalmente a la cultura griega clásica. Un gran número de los artículos fueron previamente ponencias presentadas en ciclos de conferencias sobre cultura clásica celebrados tanto en Grecia como en España. La primera cadena de la Televisión Griega dedicó sendos espacios de media hora a cada uno de los números publicados de la revista.
Algunos de los artículos más interesantes son aquellos que daban cuenta del proyecto Sophopolis. Se trataba de una escuela de estudios humanistas cuya línea curricular fue diseñada por el propio Krutwig. La construcción material de la escuela estaba en manos de los arquitectos navarros Alberto Ustárroz y Manuel Íñiguez, catedráticos de la Universidad del País Vasco. Esta idea no prosperó, debido a la muerte de Krutwig a finales de 1998, si bien una asociación masónica llamada Synón conserva la intención de llegar a realizar este proyecto algún día.

## Números editados
1. Mayo de 1993.
- Federico Krutwig. El milagro griego. 5-27.
- Alberto Ustárroz. Elogio de la columna dórica. 29-43.
- Juan José Pujana. La Politeia de Platón como ideal humano. 45-55.
- Federico Verástegui. Las raíces de la psicología en la mitología griega. 57-64.
- Federico Krutwig. Consideración final. 65-71.

2. Marzo de	1994.
- Federico Krutwig. Introducción. 7-8.
- Federico Krutwig. Proyecto para una Sophopolis: Escuela de altos estudios humanistas. 9-25.
- Federico Verástegui. Necesidad y características psicológicas del líder. 27-35.
- Manuel Íñiguez. Arquitectura y paisaje en Grecia. 37-45.
- Alberto Ustárroz. Proyecto arquitectónico para una Sophopolis en Kea. 47-55.
- Federico Krutwig. Anexo. 57-59.
- Federico Krutwig. Historia de la Jakintza Baitha. 63-67.
- Federico Krutwig. Discurso pronunciado en Dion, en el Primer Congreso Mundial Helenista, el día 8 sept. 1990. 69-75.
- Federico Krutwig. Traducción castellana del discurso pronunciado en Dion, 8 sept. 1990. 76-80.
- Juan José Pujana. Saludo al Primer Congreso Mundial Helenista en Dion, 9 sept. 1990. 81-83.
- Federico Krutwig. Χατρειν Έλλάδ. 85-88.
- Federico Krutwig. El congreso internacional de Delfos del 24 al 26 de julio de 1992 sobre la antigua religión griega y la política. 89-92.

3. Septiembre de 1994.
- Juan José Pujana. Lo político en la Politeia de Platón. 7-22.
- José Ramón Arana. La tragedia histórica: Tucídides. 23-38.
- Federico Krutwig. Macedonia y la expansión cultural griega. 39-53.
- Domingo Araya. La estética en Platón y en Aristóteles. 55-65.
- Federico Krutwig. Conclusiones. 67-69.
- Juan José Pujana. Anexos. 71-89.
- Federico Krutwig. Ponencia sobre Ή Μακεδονία καί ή διάδοσις τής έλληνικής παγκοσμίου Παιδεύσεως. 93-95.
- Juan José Pujana. Ponencia sobre Ή εΐς Έλλάδα εΐσαΰθις έπάυοδος. 97-99.
- Juan José Pujana. Traducción castellana de la anterior ponencia. 100-101.

4. Marzo de 1995.
- Federico Krutwig. El helenismo. 3-5.
- José Luis Sainz de Santa María. Philippo el Grande y las bases del helenismo. 7-21.
- Federico Krutwig. La nueva Europa. 23-25.
- Juan José Pujana. Corrientes del pensamiento en la época del helenismo. 27-40.
- José Ramón Arana. La ecología durante el helenismo: El estoicismo. 41-55.
- Federico Krutwig. El pensamiento intuitivo: El esoterismo durante el helenismo. 57-84.
- Federico Verástegui. La psicología griega durante el helenismo. 85-95.